# Экономический материализм
В этой статье рассматривается материализм в экономическом смысле этого слова. Для получения информации о философских и научных значениях см. Материализм.
Экономический материализм — многозначное понятие. Так, в истории и социологии под экономическим материализмом (он же экономический детерминизм) понимают учение, последователи которого считают экономические явления важнейшим фактором человеческого развития. Также под экономическим материализмом понимают личное отношение, которое придаёт наибольшую важность приобретению и потреблению материальных благ, что сближает это понятие с потребительством (консьюмеризмом). В подобных случаях термин «материалистический», будучи применён для описания личности человека или общества, несёт отрицательную или критическую коннотацию. Экономический материализм часто связан с системой ценностей, согласно которой социальный статус определяется потреблением, с убеждением, что обладание имуществом может обеспечить счастье. Энвайронментализм можно считать конкурирующей с экономическим материализмом ориентацией.
Экономический материализм можно также считать прагматичной формой просвещённого самосознания, интерес, основанный на разумном понимании взаимосвязи рыночной экономики и общества. Однако исследования показали, что экономический материализм может быть также связан с саморазрушительным поведением и депрессией.